# WTA Challenger Pune
Das WTA Challenger Pune (offiziell: The Royal Indian Open) war ein Damen-Tennisturnier der WTA, das im Jahr 2012 in der indischen Stadt Pune ausgetragen wurde.

## Siegerliste

### Einzel
| Jahr | Siegerin        | Finalgegnerin     | Ergebnis |
| ---- | --------------- | ----------------- | -------- |
| 2012 | Elina Switolina | Kimiko Date Krumm | 6:2, 6:3 |

### Doppel
| Jahr | Siegerinnen                             | Finalgegnerinnen                      | Ergebnis |
| ---- | --------------------------------------- | ------------------------------------- | -------- |
| 2012 | Nina Brattschikowa Oksana Kalaschnikowa | Julia Glushko Noppawan Lertcheewakarn | 6:2, 6:3 |